# Hydroides rhombobulus
Hydroides rhombobulus är en ringmaskart som beskrevs av Chen och Wu 1980. Hydroides rhombobulus ingår i släktet Hydroides och familjen Serpulidae.
Artens utbredningsområde är Hongkong (Kina). Inga underarter finns listade i Catalogue of Life.